# Achrik Cveiba
Achrik Cveiba (abchazsky: Аҳрик Сократ-иҧа Цәеиба, gruzínsky: ახრიკ ცვეიბა, rusky: А́хрик Сокра́тович Цве́йба, ukrajinsky: А́хрік Цве́йба* 10. září 1966 v Gudautě) je bývalý abchazský fotbalista.

## Reprezentace
Achrik Cveiba odehrál 34 reprezentačních utkání. S reprezentací Sovětského svazu se zúčastnil Mistrovství světa 1990.

## Statistiky
| Sovětský svaz | Sovětský svaz | Sovětský svaz |
| Roky          | Záp.          | Góly          |
| ------------- | ------------- | ------------- |
| 1990          | 7             | 1             |
| 1991          | 10            | 0             |
| 1992          | 8             | 1             |
| Ukrajina      |               |               |
| 1992          | 1             | 0             |
| Rusko         |               |               |
| 1997          | 8             | 0             |
| Celkem        | 34            | 2             |